# 栃木県道32号栃木粕尾線

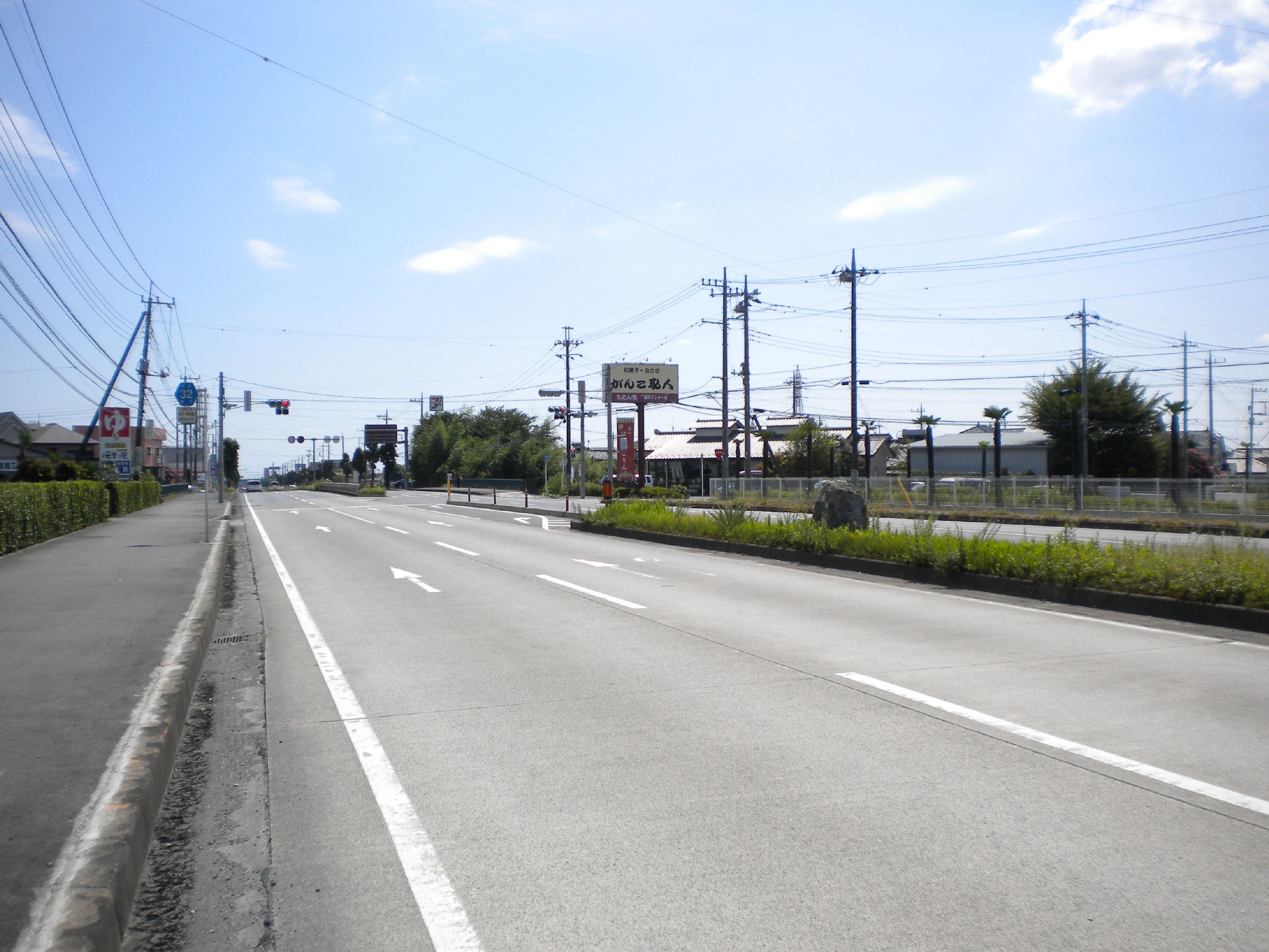
栃木市野中町付近

栃木県道32号栃木粕尾線（とちぎけんどう32ごう とちぎかすおせん）は、栃木県栃木市から鹿沼市に至る県道（主要地方道）である。

## 概要
栃木市街地から北西に向かい同市寺尾地区（旧寺尾村）を経由して鹿沼市粕尾地区（旧粕尾村）に向かう道路。
起点の栃木市新栃木駅入口交差点から栃木バイパスとの交差点までは比較的規格の高い2車線道路である。栃木バイパスとの交差点からは栃木ICを経て国道293号交点まで4車線の広い道路がつづく。栃木市内は大型ダンプの走行が多いため、走行には注意が必要である。
鹿沼市永野地区と粕尾地区の間には大越路峠があり交通の難所であったが、2003年（平成15年）に大越路トンネルが開通したことにより旧道となった峠沿いの道路は県道指定を解除されている。また、栃木市尻内橋東から同市星野までの新道は、沿線に石灰産出企業が多く存在したことによる多数のトラックの流動や石灰による粉塵被害を回避するために建設され、2004年（平成16年）10月13日に開通した。

### 路線データ
- 起点 : 栃木県栃木市昭和町（新栃木駅入口交差点＝栃木県道3号宇都宮亀和田栃木線・栃木県道117号新栃木停車場線交点）
- 終点 : 栃木県鹿沼市下粕尾（栃木県道15号鹿沼足尾線交点）
- 総延長 : 19.078 km（旧道区間を除く）
- 実延長 : 18.355 km（旧道区間を除く）
- 認定 : 1962年（昭和37年）8月10日

## 歴史
- 1993年（平成5年）5月11日 - 建設省から、県道栃木粕尾線が栃木粕尾線として主要地方道に指定される[2]。

## 路線状況

### 通称
- インター通り
- 鍋山街道

## 地理

### 通過する自治体
- 栃木市
- 鹿沼市

### 交差する道路
- 栃木県道3号宇都宮亀和田栃木線・栃木県道117号新栃木停車場線（起点）
- 栃木県道309号栃木環状線（栃木市箱森町交差点）
- 東北自動車道（北関東自動車道）栃木IC（栃木市野中町交差点）
- 国道293号（栃木市尻内町・尻内橋東交差点）
- 栃木県道202号仙波鍋山線（栃木市鍋山町）
- 栃木県道199号上永野下永野線（鹿沼市下永野）
- 栃木県道15号鹿沼足尾線（終点）

### 沿線にある施設など
- 新栃木駅
- 東北自動車道栃木IC
- 栃木市総合運動公園

## ギャラリー

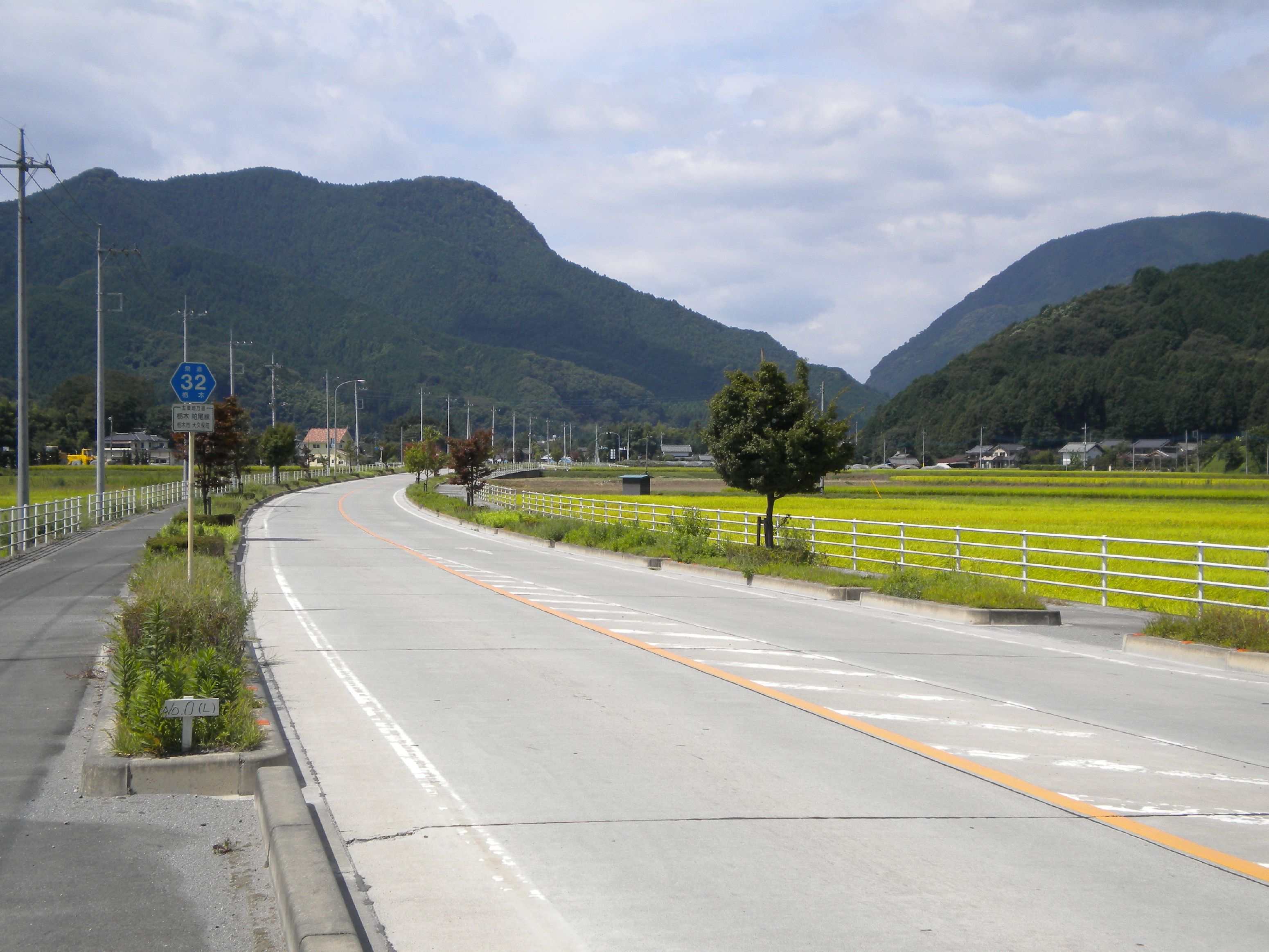
栃木市大久保町付近
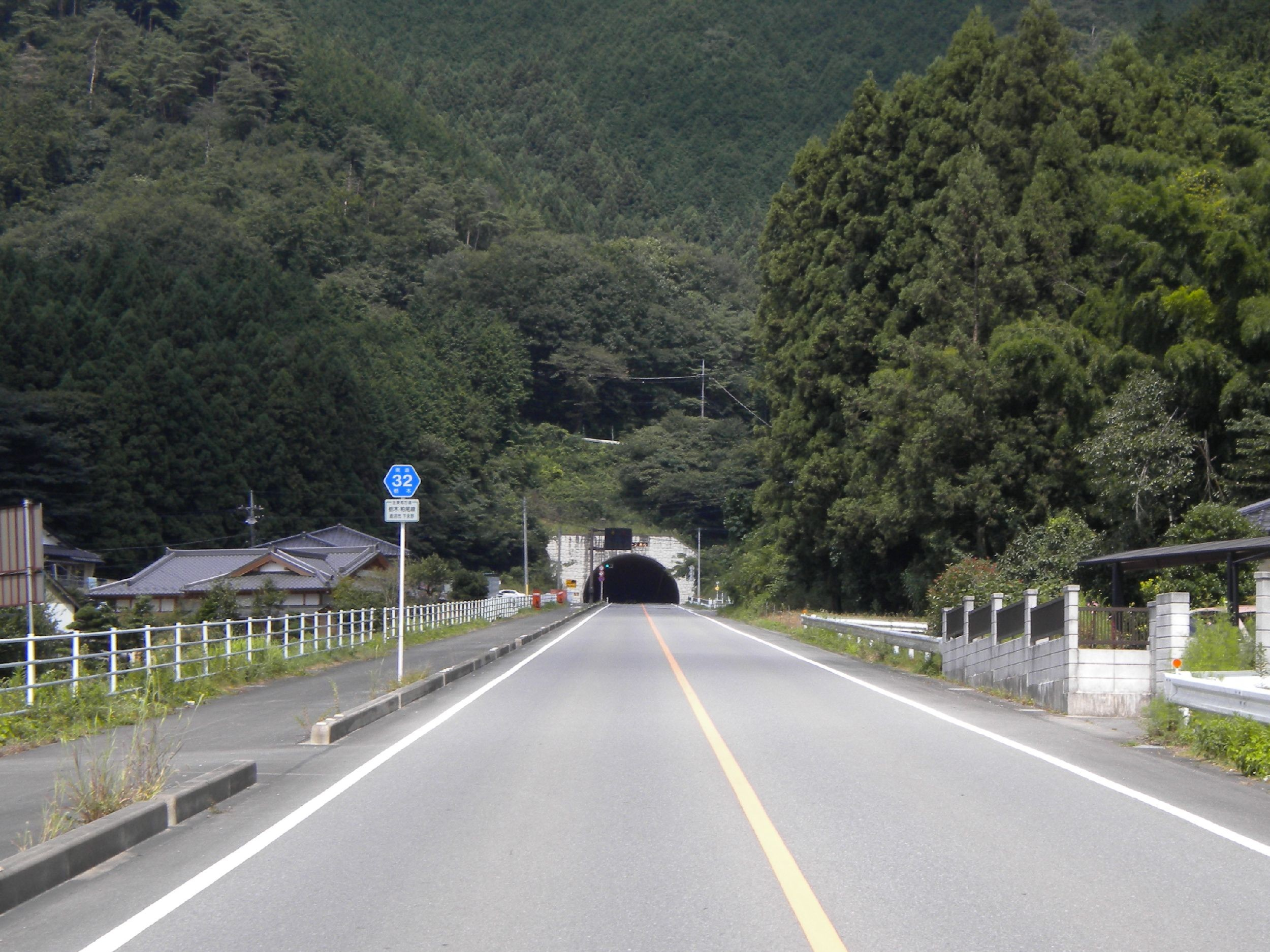
鹿沼市下永野付近